# ولیکا گاتا
ولیکا گاتا (به لاتین: Velika Gata) یک زیستگاه انسانی در بوسنی و هرزگوین است که در بیهاچ واقع شده‌است.